# 2 Liniowy Batalion Łączności
2 liniowy batalion łączności (2 lbł) – samodzielny pododdział  łączności ludowego Wojska Polskiego.
W październiku 1945, w garnizonie Bydgoszcz sformowany został Batalion Łączności Okręgu Wojskowego. Jednostka podporządkowana została dowódcy Pomorskiego Okręgu Wojskowego. W październiku 1946 pododdział przemianowany został na 2 okręgowy batalion łączności. Latem 1950 batalion przeformowany został na nowy etat, a w październiku i listopadzie przeformowany w 2 liniowy batalion łączności. We wrześniu 1951 jednostka dyslokowana została do garnizonu Świecie.
W terminie do dnia 15 sierpnia 1957 batalion przeformowany został na etat Podoficerskiej Szkoły Specjalistów Łączności Nr 10. W 1972 między innymi na bazie Szkoły Podoficerów i Młodszych Specjalistów Wojsk Łączności nr 10 utworzony został 12 pułk radioliniowo-kablowy.